# Дражевце
Дражовце (словац. Dražovce) — часть города Нитра. С 1975 года — отдельный муниципалитет. Расположен с западной стороны холма Зобор.
На скалистом холме над Дражовце воздвигнута церковь Св. Михаила Архангела. Первая церковь стояла на этом месте уже в середине XI века, современный облик церковь приобрела в XIII веке.
Окрестности окружают государственные природные заповедники Лупка (словац. Lupka) и Зоборска лесостепь (словац. Zoborská lesostep).